# یونیورسال تی‌وی
یونیورسال تی‌وی (انگلیسی: Universal TV) شرکت رسانه‌ای آمریکایی است، که در سال ۲۰۰۴ تأسیس شد.